# Elia V
Elia V (... – Monastero di Mar Giovanni l'Egiziano, 1504) è stato un vescovo cristiano orientale siro, patriarca della Chiesa d'Oriente dal 1502 al 1504.

## Biografia
Poche sono le informazioni su questo patriarca della Chiesa d'Oriente, che succedette a Shimun V nel settembre 1502 ed è attestato da tutte le cronotassi patriarcali.
Un antico manoscritto, con la storia dei cristiani del Malabar, riporta alcune informazioni su Elia V, che ebbe relazioni con i cristiani di San Tommaso. L'8 aprile 1503 o 1504 consacrò vescovi tre monaci del monastero di Mar Agwin da inviare alle comunità cristiane dell'India: il metropolita Yahballaha e due vescovi suffraganei, Denha e Ya'qob. A questi si aggiunse anche il vescovo Tommaso, che già si trovava in Mesopotamia ed aveva assistito alla morte del patriarca Shimun V.
La consacrazione di questi vescovi avvenne nel monastero di Mar Giovanni l'Egiziano, nei pressi di Gazarta, dove Elia V aveva posto la sua sede. Morì in una data imprecisata del 1504, e fu sepolto nella chiesa di Miskinta a Mosul.
Wilmhurst sostiene che, sulla base della brevità del regno di Elia e del fatto che non fu sepolto nel monastero di Rabban Ormisda, come era consuetudine per i patriarchi dell'epoca, la legittimità del suo patriarcato potrebbe non essere stata universalmente riconosciuta dai suoi contemporanei.